# Vertoiba
Vertoiba (in italiano tra le due guerre Vertoiba in Campi Santi; in sloveno Vrtojba, già Vertojba; in friulano Vertoibe) è un insediamento (naselje) del comune sloveno di San Pietro-Vertoiba.
La località è situata nella parte occidentale della valle del Vipacco alla periferia sud-est di Gorizia e ad ovest delle colline di Biglia (Biljenski griči). Tradizionalmente il paese è suddiviso nei due agglomerati di Vertoiba superiore (Gornja Vrtojba) e Vertoiba inferiore (Dolnja Vrtojba).
Vertoiba, assieme all'attigua San Pietro, è stata teatro di aspri scontri fra le truppe italiane ed austroungariche durante la prima guerra mondiale.

## Geografia fisica
Vertoiba è situata nella valle dell'Isonzo, a 5 km a sud-est di Gorizia, presso il confine tra l'Italia e la Slovenia. L'abitato è lambito dal torrente Vertoibizza (Vrtojbica).

### Alture principali
Ad est dell'abitato di Vertoiba si stagliano alcune alture come il Martinjak, 98 m; e il Margovnik, 84m.

## Storia
In epoca romana a sud dell'attuale insediamento, presso l'attigua Biglia, passava la strada romana che da Aquileia conduceva ad Emona.
Dopo la caduta dell'Impero romano, e la parentesi del Regno ostrogoto, a seguito della Guerra gotica (553) promossa dall'imperatore Giustiniano I il suo territorio entrò a far parte dei domini bizantini.
Dopo la calata, nel 568, attraverso la Valle del Vipacco nell'Italia settentrionale dei Longobardi, seguiti poi da popolazioni slave, entrò a far parte del Ducato del Friuli.
In seguito alla caduta del regno longobardo e alla sua inclusione nei domini di Carlo Magno, nel 781 entrò nel Regnum Italiae affidato da Carlo al figlio Pipino; nell'803 venne istituita la Marchia Austriae et Italiae che comprendeva il Friuli, la Carinzia, la Carniola e l'Istria. Alla morte di Pipino nell'810, il territorio passò in mano al figlio Bernardo.
Con la morte di Carlo Magno nell'814 la carica imperiale passò a Ludovico I che affidò il Regno d'Italia al suo primogenito Lotario, il quale già nell'828 (dopo aver deposto Baldrico per non aver saputo difendere le frontiere orientali dagli Slavi) divise la parte orientale del Regno, ossia la Marca Orientale (o del Friuli), in quattro contee: Verona, Friuli, Carniola e Istria (comprendente il Carso e parte della Carniola interna).
In seguito al Trattato di Verdun, nell'843, il suo territorio entrò a far parte del Regnum Italiae in mano a Lotario I e più specificatamente dall'846 della Marca del Friuli divenuta nel 951 Marca di Verona e Friuli; dopo un'iniziale sottomissione al Ducato di Baviera dal 952, nel 976 passò al Ducato di Carinzia appena costituito dall'imperatore Ottone II.
Nel 1077 passò al Principato ecclesiastico di Aquileia e poi ai Conti di Gorizia, in quanto advocati del patriarca, che acquisirono gradualmente una larga parte di tali territori, frazionati in feudi minori fra i loro ministeriali, i veri e propri strumenti di governo comitale.
La prima menzione del villaggio si ha nel XIII secolo Toyfa, Toyua o Tojva come possedimento dei Conti di Gorizia.
Nel 1500 passando alla Casa d’Asburgo, entrò quindi nella Contea di Gorizia e Gradisca, poi a sua volta parte, dal 1512, della Provincia Austriaca del Sacro Romano Impero.
Con il trattato di Schönbrunn (1809) entrò a far parte delle Province Illiriche. Col Congresso di Vienna nel 1815 rientrò in mano austriaca nel Regno d'Illiria e diviso in due comuni catastali distinti: Vertoiba Superiore e Vertoiba Inferiore; passò poi, fino al 1850, al comune di San Pietro che comprendeva anche Voghersca e Prevacina. Passato sotto il profilo amministrativo al Litorale austriaco nel 1849, Vertoiba (Vertojba, poi Vrtojba) divenne comune autonomo nel 1866, comprendendo i vicini villaggi di Boccavizza (Bukovica), Vertoiba Superiore (Vertojba gorenja, Ober-Vertojba), Vertoiba Inferiore (Vertojba dolenja, Unter-Vertojba) e Voghersca (Vogerska); quest'ultima a fine secolo riacquistò la propria autonomia.
Durante la prima guerra mondiale, ed in particolare dopo la sesta battaglia dell'Isonzo che aveva visto la conquista italiana di Gorizia, Vertoiba si ritrovò improvvisamente sulla linea del fronte. La bassa vallata del Vipacco e le alture ad est di Gorizia erano state trasformata dagli austriaci in un gigantesco campo trincerato contro il quale le offensive del Regio Esercito andarono inesorabilmente ad infrangersi. Sebbene infatti le truppe italiane fossero riuscite a raggiungere le pendici del monte San Marco, situato poco più a nord, e la Brigata Pavia, seguita dalla Brigata Casale, avesse raggiunto l'abitato di Vertoiba essa riuscì a superare le alture del Sober subito ad est; la brigata Udine, preceduta da uno sfortunato assalto della Pavia contro quota 103, aveva già affrontato questo terreno nel tentativo di farsi strada fino ai rilievi delle quote 86, 103 e 106. Durante la settima battaglia dell'Isonzo il torrente Vertoibizza, usato immediatamente dagli italiani come trincea, straripò il 14 settembre e travolse i loro ricoveri e munizioni, esponendoli maggiormente al tiro nemico. Nell'ottava battaglia dell'Isonzo le truppe della 12ª Divisione italiana s'impadronirono della quota 95/Na Pristavi poco a sud dell'allora triangolo ferroviario nella vicina San Pietro, mentre quelle della 11ª raggiunsero il costone del Sober. Nel corso della nona battaglia dell'Isonzo le truppe italiane del XXVI Corpo d'armata e dell'VIII riuscirono ad occupare rispettivamente l'altura di quota 171 di San Marco e quella di 123 nord di Sober, dopo qualche giorno però subito evacuata) nell'inutile tentativo da parte italiana di occupare la cima (quota 227) del San Marco.
 Tra il novembre 1916 e il maggio 1917 i genieri austro-ungarici, potenziando la loro struttura difensiva, riuscirono a costruire un fascio di linee che, una volta sceso dal San Marco, si apriva a ventaglio in una serie di compartimenti trincerati fino a Raccogliano e Biglia (passando per quota 95/Na Pristavi, quota 102 (109) e per le alture del Sober di quota 95 est/Sober I, quota 95 ovest, quota 123 nord (121), quota 106, 86, quota 103 (Golognacco), quota 86 e quota 88) che bloccarono poi ogni velleità di attacco italiano nelle successive decima ed undicesima battaglia dell'Isonzo.
Al termine del conflitto il comune fu annesso al Regno d’Italia e incluso nella provincia del Friuli come comune autonomo. Nello stesso anno il toponimo venne modificato ufficialmente in Vertòiba in Campi Santi, a ricordare l'elevato numero di tombe (7500) che si contavano tra questa località e la vicina San Pietro. Il comune mantenne la stessa circoscrizione che in epoca asburgica, includendo, oltre al capoluogo e il centro di Cuicle (Cuklje), la frazione di Vertoiba superiore/Vertoiba di sopra (Gornja Vrtojba), con i centri di Prapodno e Clauzi (Klavci), e la frazione di Bucovizza/Boccavizza (Bukovica), con il centro di San Giovanni (Sveti Ivan). Nel 1927 passò alla ricostituita provincia di Gorizia, e l'anno successivo venne aggregato al comune di Gorizia.
Nel corso della seconda guerra mondiale, tra il settembre 1943 e il maggio 1945, Vertoiba fu soggetta alla zona d'operazioni del Litorale adriatico (OZAK) e, tra il giugno 1945 e il 1947, trovandosi a ovest della linea Morgan, fece parte della Zona A della Venezia Giulia sotto il controllo britannico-americano del Governo Militare Alleato (AMG). Con la ratifica dei trattati di Parigi del 1947 passò alla Jugoslavia. Dal 1991 fa parte della Slovenia indipendente.

## Infrastrutture e trasporti

### Strade
La principale via d'accesso a Vertoiba è la superstrada H4 che dalla frontiera italiana giunge sino a Resderta dove si immette nell'autostrada A1.

### Ferrovie
Vertoiba è dotata di una stazione ferroviaria lungo la linea Gorizia-Aidussina.